# Michail Iwanowitsch Worotynski

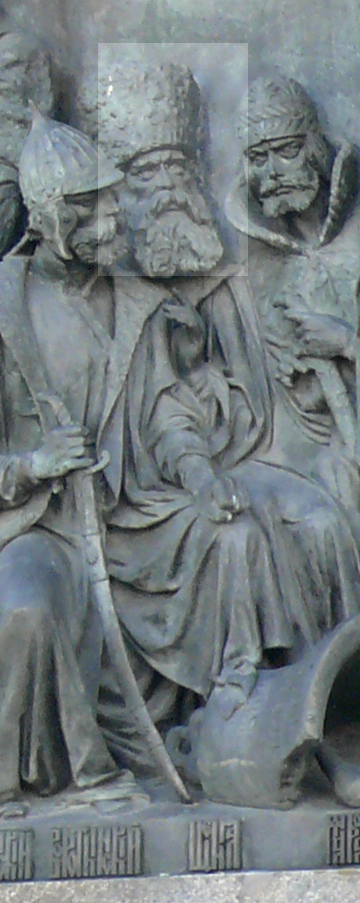
Fürst Worotynski

Fürst Michail Iwanowitsch Worotynski (russisch Михаил Иванович Воротынский, wiss. Transliteration Michail Ivanovič Vorotynskij; * zwischen 1516 und 1519; † 1573) war ein russischer Feldherr und Bojar in der Herrschaftszeit Iwans des Schrecklichen. Er war Herrscher des Fürstentums Worotynsk aus dem Verband der Fürstentümer der oberen Oka und eines der letzten russischen Partikularfürstentümer, die noch nicht dem einheitlichen Zarentum Russland angehörten. Zugleich leistete er Militärdienst für den russischen Zaren.
Als junger Mann machte er sich im Jahre 1552 bei der Einnahme von Kasan einen Namen. Danach diente er an der südlichen russischen Steppengrenze, die regelmäßig den Angriffen der Krimtataren ausgesetzt war. Als Angehöriger des rurikidischen Hochadels stieg Worotynski schnell in der Militärhierarchie auf und wurde bald zum Oberbefehlshaber an der Südgrenze und zum Organisator des Wach- und Verteidigungsdienstes (siehe auch russische Verhaulinie). Er schrieb die erste russische Grenzdienst-Satzung.
Worotynski war der Hauptkommandierende in der Schlacht von Molodi 1572, bei der ein großes krimtatarisch-osmanisches Heer in der Nähe von Moskau in die Flucht geschlagen wurde. Dieser Sieg brachte Worotynski im ganzen Land einen enormen Ruhm ein, acht Monate später starb er jedoch. Der Widersacher Iwans IV. Fürst Andrei Kurbski, der nach Litauen geflohen war, schrieb in seinem Buch, dass der Zar eifersüchtig auf den Ruhm Worotynskis wurde und ihn nach einer Denunziation foltern ließ, woraufhin dieser verstarb. Eine neutrale Quelle zur Todesursache von Worotynski gibt es nicht. Das Fürstentum Worotynsk wurde nach seinem Tod aufgelöst und ins Russische Reich eingegliedert. Das Fürstengeschlecht Worotynski behielt allerdings großen Einfluss. So war Michails Sohn Iwan während der Zeit der Wirren Mitglied des Sieben-Bojaren-Rates, einer Übergangsregierung.
Worotynski wurde 1861 als eine der 109 Figuren im Denkmal Tausend Jahre Russland in Nowgorod verewigt.